# ミニマルファブ
ミニマル ファブ（Minimal fab）とは、極小規模で半導体製造工場を形成し、少量の半導体チップを低コストかつ短期間で製造可能にすることを目的とした半導体製造システムの構想、またはその装置群。小規模化により、従来なら数千億円を要する製造設備投資額を1000分の1程度に抑えることを目指している。
ミニマルファブは少量向けの実用生産システムであるが、少量の半導体チップ製造が容易になることで、新たな電子機器の研究開発や製品化に大きく貢献することが期待されている。

## 歴史
2008年に日本の独立行政法人産業技術総合研究所（産総研）が「究極の多品種少量生産」を目指したコンセプトを提案した。2010年より産総研が主体となってコンソーシアム「ファブシステム研究会」が形成され、ミニマルファブ用の各種装置と使用部材の開発が開始された。2012年から2014年にかけては経済産業省の国家プロジェクトとして主要装置技術の開発が進められた。2014年には一部の製造装置の受注生産が開始され、トヨタ自動車系のジェイテクト社が研究開発用に初めて導入した。
2016年6月の段階で、洗浄、フォトリソグラフィー、成膜、エッチング、モールド、ワイヤーボンディング、バックグラインダー、ラミネーターなどの前工程・後工程の各種装置71種が開発を終え、それらの4割から6割ほどが販売可能な状況にある。海外初のミニマルファブとして、2017年からベトナムのSigon Hi-Tech Parkに導入される予定がある。

## 特徴
直径12.5mmまたは13.5mmの小径ウェハを「シャトル」という密閉容器に入れて装置間をハンドリングすることで、クリーンルームではない環境下で製造ラインを構築することを目標としている。
個々の製造装置は幅294 mm×奥行き450 mm×高さ1440 mmというコンパクトな外形寸法に外観デザインを含めて規格統一を目指している。操作画面などのユーザーインターフェース部も規格化され全装置で統一が図られている。
ウェハと装置の小型化に伴い、薬液の供給・廃棄設備も縮小あるいは不要となり、電源も家庭用単相100 Vであるため、製造工場の設備投資が大幅に軽減されることが期待されている。

## 狙う市場
数百から十万個程度の多品種少量生産が求められるマーケットに対して、ミニマルファブが実現すれば従来のチップと同程度の価格で半導体チップを供給することが可能になると見込まれる。そのため、少量生産の小型電子機器の製品化を促進し、新しい電子機器マーケットの創造に役立つことが期待される。また、医療機器や航空宇宙、マイクロロボットなど最先端技術の研究開発に貢献し、次世代電子機器マーケットに対応することも狙いとしている。